# Spodoptera squalida
Spodoptera squalida är en fjärilsart som beskrevs av Walker 1865. Spodoptera squalida ingår i släktet Spodoptera och familjen nattflyn. Inga underarter finns listade i Catalogue of Life.